# Khon Kaen
Khon Kaen é a maior cidade do nordeste da Tailândia. A região também é conhecida como Isan. É também a capital da província de mesmo nome.
Em 2006, a cidade tinha uma população de 145.000 habitantes. É um importante centro do comércio de seda. Nesta cidade, encontra-se um dos campi da Rajamangala University of Technology Isan e a Khon Kaen University, a primeira universidade estabelecida no nordeste da Tailândia.